# Kunzea strigosa
Kunzea strigosa là một loài thực vật có hoa trong Họ Đào kim nương. Loài này được Toelken & G.F.Craig mô tả khoa học đầu tiên năm 2007.